# 石潇江
石潇江（1909年—1945年），山东淄博人。原名湘璞。八路军将领。

## 生平
1925年考入曲阜省立第二师范。后加入中国共产党，在益都、博兴、临淄等地从事革命活动。抗日战争爆发后，积极组织抗日武装，先后任八路军山东人民抗日游击第三支队八团二营营长，山东纵队第四支队参谋长、山东纵队蒙山支队副支队长兼参谋长，鲁中军区参谋主任、清河军区参谋主任、第五军分区副司令员。1945年10月，率部挺进东北，在渡海时遇难。